# Глущенко Микола Петрович
Мико́ла Петро́вич Глу́щенко (4 (17) вересня 1901 , Самар, Катеринославська губернія  — 31 жовтня 1977 , Київ ) — український радянський художник (автор портретів і краєвидів), радянський розвідник (псевдо «Художник», «Ярема»). Чоловік художниці Марії Глущенко, батько художника Олександра Глущенка.

## Життєпис
Народився 4 [17] вересня 1901 року в місті Новомосковську (тепер Дніпропетровська область, Україна). У 1918 році закінчив комерційне училище в місті Юзівці.
Він був мобілізований до Добровольчої армії Антона Денікіна. Разом із нею відступив за кордон і був інтернований на території Польщі. Після втечі з таборів для полонених дістався Німеччини.
Опановував основи мистецтва в Школі-студії Ганса Балушека (Берлін). У 1920–1924 рр. продовжив навчання в Берлінській вищій школі образотворчого мистецтва у Шарлоттенбурзі. Як виходець із України мав матеріальну підтримку від української еміграції різних політичних орієнтацій. Навчання оплачував гетьман П. Скоропадський, кошти на прожиття надавав колишній представник УНР в Німеччині Роман Смаль-Стоцький. Також у 1924 р. відбулася перша персональна виставка робіт художника, що відбулася у берлінській галереї «Каспер» організована за допомогою Володимира Винниченка.

### Закордонний період життя
1923 — за допомогою Олександра Довженка набув громадянства СРСР, мав призначення на посаду головного художника торговельно-промислових виставок СРСР за кордоном. Серед робіт на цій посаді — декор радянського павільйону на виставці в м. Ліон, Франція. Звернувся до дипломатичних установ СРСР з проханням про повернення в Україну, у відповідь на що, як припускають, йому запропонували співпрацювати з радянськими спецслужбами.
1925 — перебрався з Берліна до Парижа, відкрив художнє ательє на вулиці Волонтерів, 23, яке відвідували представники української та російської еміграції.
1926 — остаточно завербований радянською розвідкою, мав агентурний псевдонім «Ярема».
Під час проживання у Франції і Німеччині «Ярема» виконав ряд складних завдань з добування науково-технічної інформації оборонного характеру. Радянська розвідка одержала цілком таємні креслення на 205 видів військової техніки, зокрема авіаційних моторів для винищувачів. За допомогою Глущенка закордонний відділ Головного управління державної безпеки залучив до розвідувальної роботи кількох впливових діячів зарубіжних антирадянських організацій.
До 1936 мешкав у Франції та Іспанії. Займався живописом, робив портрети (Ромен Роллан, Анрі Барбюс та інші). У столиці Франції проходили його виставки.
Спілкувався з Ельзою Тріоле, Луї Арагоном, Фернаном Леже, Пабло Пікассо, Анрі Матіссом. Володимир Винниченко навчався у Глущенка мистецтва живопису.
Про психологічний стан Глущенка в цей час свідчить повідомлення Центру радянського резидента у Франції: «Ярема наполегливо вимагає дозволу на повернення в Україну. Ми намагаємось довести, що треба залишатись в Парижі. Він вкрай негативно реагує на це і каже, що більше не витримає».

### Радянський період життя
1936 — отримавши довгоочікуваний дозвіл на повернення в СРСР, виїхав із дружиною до Москви. Перед від'їздом із Парижа дістав від Володимира Винниченка листа такого змісту: «Ваша религия, Николай Петрович, ваше самое дорогое и „святое“ — это материальный интерес… Я пишу вам по-русски. Пишу так, потому что в глубине души я не считаю вас настоящим украинцем. Называете вы себя украинцем не так, как должен называть себя член угнетенного коллектива, а только тогда и там, где это вам выгодно…».
У Москві сім'ї Глущенків виділили кімнату в комунальній квартирі площею 9 м².
1937 — М. Глущенко відвідав Київ у зв'язку з проведенням там художньої виставки, на якій було виставлено і його твори. Після цього в особовій справі агента «Яреми» з'явився рапорт агента «Агафона» з повідомленням про візит до Києва «з метою встановлення зв'язків із українським фашистським підпіллям емісара закордонних українських контрреволюціонерів» — Миколи Глущенка. На рапорті «Агафона» збереглася резолюція: автор «расстрелян как провокатор».
Виконуючи завдання чекістів, М. Глущенко 17 квітня 1940 р. виїхав у складі делегації Всесоюзного товариства культурних зв'язків до Берліна, де провів ряд конспіративних зустрічей і добув надзвичайно цінну інформацію. На її основі підготували доповідну записку вищому керівництву СРСР, з якої випливало: попри укладений з СРСР договір про дружбу, уряд Німеччини активно готується до війни проти Радянського Союзу. Доповідна з матеріалами «Яреми» потрапила до Сталіна 10 червня 1940 року, тобто на 5 місяців раніше, ніж про можливий напад Німеччини на СРСР повідомив із Японії інший радянський агент — Ріхард Зорге (18 листопада 1940).
Прикриттям для таємної діяльності була участь Глущенка в організації в Берліні (столиці дружньої тоді держави) виставки «Народна творчість у СРСР». Саме тоді за дорученням Гітлера міністр закордонних справ Німеччини Ріббентроп подарував українському художнику альбом літографій найкращих акварельних робіт фюрера. Після повернення делегації до Москви альбом захотів побачити Сталін. Лише в жовтні 1941 року його повернули Глущенку. Подальша доля альбому невідома.
1944 — Глущенко оселився в Києві. Викладав у КХШ, професор КХІ з 1939. Цього ж року, зазначає Ігор Шаров, художник створює насичений драматизмом пейзаж «Київ 1944 року. Вулиця Карла Маркса». Сіре похмуре небо нависає над містом, укриває, наче жалобне покривало, розбиті будинки, дорогу, колись святкової і прекрасної вулиці. Здається, життя скінчилось і тільки глибока печаль та згадки про минуле — от і все, що залишилось місту. Та ж ні! Ось далині фігурки людей, які, мабуть, розбирають завали, і сніг, притоптаний людськими ногами і заїжджений машинами, і бліде, неначе після важкої хвороби, сонце, що ледь-ледь пробивається крізь хмари — все це ознаки життя, що не вбито, що усупереч всьому живе. Поєднання психологічних і кольорових контрастів наповнює цю картину оптимістичним почуттям.
Проживаючи в СРСР, як лояльний до влади художник, мав право на закордонні відрядження, мандрував Італією, Швейцарією, Францією, Бельгією тощо. Із закордонних відряджень привозив пейзажні твори та ескізи.
Мав приблизно 50 персональних виставок, брав участь у понад 200 групових.
Твори представлені в музеях України, Росії, Франції, США, Канади й інших країн.
Народний художник України (1944).
Лауреат Державної премії України ім. Т. Г. Шевченка (1972).
Народний художник СРСР (1976).
Помер 31 жовтня 1977 року в Києві. Похований на Байковому цвинтарі.
За заповітом митця, 1250 його робіт були передані Міністерству культури УРСР.

## Вибрані твори

Підхід човна

Глущенко М. П. Зимовий краєвид.

Глущенко М. П. Вітрильники.

- Портрет письменника Ромена Роллана
- Портрет Анрі Барбюса
- Портрет Віктора Маргеріта
- Портрет Мішеля Кашена
- Портрет Поля Сіньяка
- серія « Берлінські етюди» (1939)
- «Зимовий ліс» (1943)
- пейзажі повоєнного Києва (1944)
- «Березень на Дніпрі» (1947)
- «Страта іспанських революціонерів»
- «Ленін біля стіни Комунарів»
- «Оборона Москви»
- «Дерева у воді»
- «Автопортрет»
- «Київська осінь» (1950)
- «Берег Дніпра» (1955)
- «Відлига» (1956)
- «Зимове сонце» (1956)
- «Весна в Карпатах» (1957)
- «Море» (1958)
- «Весна під Києвом» (1961)
- «Смерека» (1961)
- «Морські ефекти», (1965)
- «Яблуня» (1966)
- Цикл «По ленінських місцях за кордоном» (1966—1970)
- «Жінка в саду» (1967), монотипія
- «Оголена» (1968)
- «Натюрморт» (1970), монотипія
- «Передмістя Дніпродзержинська» (1971)
- "Останній сніг " (1972)
- «Зимовий краєвид»
- "Травень " (1974)
- «Гурзуф. Пристань» (1976)
- «Вітрильники»
- «Флоренція. Річка Арно»
- «Біля вікна» (1976)
- «Польові квіти» (остання картина, 1977)

## Цікаві факти
За рейтингом науково-дослідницького історичного проєкту «Локальна історія», картина Миколи Глущенка «Зловісне море» (1974) увійшла до числа 6-ти найдорожчих картин українських художників, під № 3. Полотно було продане у 2008 за $165 тис. на аукціоні «Золотого сечения». Через 4 місяці після публікації рейтингу проєкту «Локальна історія» діловий журнал «Forbes Україна» уклав власний рейтинг «П'ять найдорожчих українських витворів мистецтва» — у зв'язку з купівлею у грудні 2022 за $150 тис. засновником Ajax Systems О. Конотопським найдорожчої української фотографії. В рейтинзі Forbes Україна вилучено останню позицію і змінено позицію № 4, натомість третє місце картини «Зловісне море» так і залишилося непохитним.